# Ludvig Dornig
Ludvig Dornig (Tržič, 8 dicembre 1930 – 1996) è stato uno sciatore alpino sloveno che gareggiò per la nazionale jugoslava.

## Biografia
Sciatore polivalente, Ludvig Dornig debuttò in campo internazionale in occasione del trofeo Arlberg-Kandahar 1954 (Garmisch-Partenkirchen, 12-14 marzo), dove si classificò 80º nella discesa libera, e ai VII Giochi olimpici invernali di Cortina d'Ampezzo 1956 (26 gennaio-5 febbraio), sua unica partecipazione olimpica e iridata, si piazzò 29º nella discesa libera, 47º nello slalom gigante, 28º nello slalom speciale e 15º nella combinata, disputata in sede olimpica ma valida solo ai fini dei Mondiali 1956. In ambito internazionale conquistò il miglior piazzamento in carriera al Grand Prix du Printemps 1958 (Val-d'Isère, 26-28 marzo), dove fu 17º nello slalom speciale, e disputò le sue ultime gare al Grand Prix du Savoie 1959 (Courchevel/Méribel, 8-10 aprile); l'ultimo risultato della sua carriera agonistica fu la medaglia d'oro nello slalom speciale che vinse ai Campionati jugoslavi 1960. Era padre di Bojana, a sua volta sciatrice alpina, e nonno del tennista Blaž Kavčič.

## Palmarès

### Campionati jugoslavi
- 5 ori (combinata nel 1957; discesa libera, combinata nel 1958; slalom speciale nel 1959; slalom speciale nel 1960)[5]